# Haleto
Os haletos ou halogenetos (derivam do nome grego halos - sal) são moléculas diatómicas dos elementos do grupo 17 da tabela periódica, ou seja, dos halogêneos (flúor (F), cloro (Cl), bromo (Br), iodo (I) e astato (At)) em estado de oxidação -1. Suas características químicas e físicas lhe fazem ser parecidos do cloreto até o iodeto, sendo uma exceção o fluoreto.
Podem ser formados diretamente desde os elementos ou a partir do ácido HX (onde X = F, Cl, Br, I) correspondente com uma base.

## Os haletos inorgânicos
Os halogenetos inorgânicos são sais que contém os íons F-, Cl-, Br- ou I-. Com íons prata formam um precipitado de haleto de prata (exceto o fluoreto, que é solúvel). A solubilidade do sal de prata decai com o peso do halogeneto. Ao mesmo tempo aumenta a cor que vai de branco para o cloreto AgCl a amarelo no AgI.
NaF + AgNO3 → NaNO3 + AgF
NaCl + AgNO3 → NaNO3 + AgCl
KBr + AgNO3 → KNO3 + AgBr
KI + AgNO3 → KNO3 + AgI
Também existem complexos metálicos dos halogenetos. Assim, o iodeto de mercúrio se dissolve em presença de um excesso de iodo para formar ânions de tetraiodomercurato HgI42-. (Este íon se encontra por exemplo no reativo de Nessler utilizado na determinação qualitativa do amoníaco).

## Os haletos orgânicos
Em química orgânica, haletos são compostos derivados dos hidrocarbonetos (ou outras estruturas orgânicas) pela troca de um ou mais átomos de hidrogênio por halogênios.

### Formação
A reação de formação de um haleto orgânico é chamada halogenação. Em compostos saturados, a halogenação ocorre na reação de substituição de um hidrocarboneto com a substância simples do halogênio:
R-H + X2 → R-X + HX
Por exemplo, na formação do clorometano a partir do metano e do gás cloro (Cl2):
CH4 + Cl2 → CH3Cl + HCl

## Os pseudohaletos
Os pseudohaletos são íons poliatômicos similares aos haletos tanto em sua carga como em sua reatividade. Exemplos comuns são NNN-, CNO- (cianato) e CN- (cianeto).